# Mintiu Gherlii
Mintiu Gherlii (in ungherese Szamosújvárnémeti, in tedesco Deutschendorf) è un comune della Romania di 3 950 abitanti, ubicato nel distretto di Cluj, nella regione storica della Transilvania.
Il comune è formato dall'unione di 6 villaggi: Bunești, Mintiu Gherlii, Nima, Pădurenii, Petrești, Salatiu.